# 日东薹草
日东薹草（学名：Carex ridongensis）是莎草科薹草属的植物，为中国的特有植物。分布在中国大陆的西藏等地，生长于海拔3,500米至4,000米的地区，常生长在高山灌丛草甸，目前尚未由人工引种栽培。